# Vlatko Hercegović Kosača
Vlatko (II.) Hercegović Kosača (?, 1427. ili 1428. — Rab, prije 3. ožujka 1489.), velikaš i herceg, mlađi sin hercega Stjepana Vukčića (1404. – 1466.) iz velikaške obitelji Kosača.
Godine 1455. oženio se rođakinjom grofa Ulrika II. Celjskoga. U studenom 1461. godine predvodio je očevo izaslanstvo prigodom krunidbe bosanskog kralja Stjepana Tomaševića u Jajcu. Od ljeta 1463. godine vodio je više borbi protiv Turaka koji su napali Bosnu i zemlje njegova oca. Preoteo im je Ključ kod Gacke, protjerao iz istočnih dijelova Hercegovine i osvojio šest gradova u nekadašnjoj zemlji velikaša Pavlovića, da bi u prosincu iste godine porazio tursku vojsku i zarobio 3.000 ljudi. Sljedeće godine izgubio je sve ratne stečevine i izbjegao u Gruž, gdje se sklonio nakon ranjavanja.
Godine 1466. nasljedio je od oca Stjepana naslov hercega i zemlje te preuzeo obranu preostalih obiteljskih posjeda od Turske ugroze. U tim naporima ometao ga je i stariji brat Vladislav (1426./27. – 1490.) kojeg je otac zaobišao u oporuci, zbog čega su Mlečani priznali Vlatku naslov hercega tek u rujnu iste godine. Tijekom rada na učvršćivanju svoje vlasti, sukobio se s velikašima Vlatkovićima koji nisu htjeli priznati njegovu vlast.
Godine 1468. opet se sukobio s Turcima oko Ključa, kojeg je izgubio, zbog čega je dvije godine kasnije bio primoran sklopiti s njima mir. U vrijeme primirja s Turcima, konsolidirao je svoju vlast, oteo Vlatkovićima Trebinje i Popovo, a od Turaka je dobio četiri grada na upravljanje.
Nakon što se rastavio od supruge, oženio se je 1474. godine Margaretom Marzano, unukom napuljskoga kralja Ferdinanda, a uspostavio je i političke odnose s hrvatsko-ugarskim kraljem Matijom Korvinom kojemu je predao Neretvansku krajinu. Iskoristio je promjenu na turskom prijestolju te je u proljeće 1481. godine provalio u Bosnu, ali je u srpnju potučen pa se morao povući u Novi, čiju je obranu pomagalo 400 ugarskih vojnika koje mu je poslao kralj Matija Korvin. Turska vojska opsjela je Novi u studenom iste godine, a Vlatko se uskoro predao, premda je očekivao pomoć napuljskog kralja, Matije Korvina i Dubrovnika. Bez njegova vodstva, Novi se predao Turcima u siječnju 1482. godine. Vlatko je dobio od Turaka na upravu skromno područje na dijelu bivših Kosačinih zemalja, na kojem se zadržao do kraja 1486. godine, nakon čega se s obitelji preselio na otok Rab i stavio pod mletačku zaštitu, prihvativši gostoprimstvo plemićke obitelji Crnota.
Imao je sina Ivana († iza 1546.) koji se odselio u Mletke i postao član mletačkog Velikog vijeća te vojni zapovjednik Veneta.